# Rete neurale a ritardo

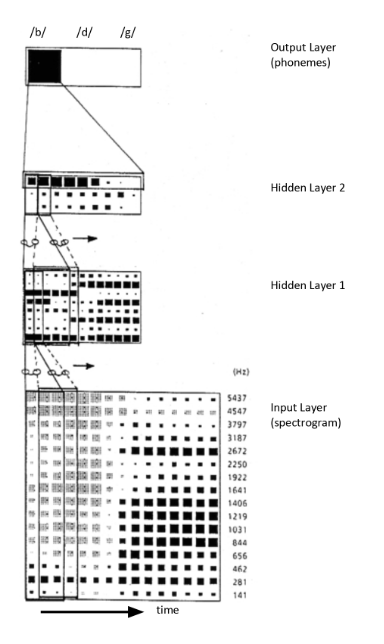
Diagramma RNT

Una rete neurale a ritardo (RNT) (anche conosciute come TDNN - time delay neural network) è una rete neurale artificiale multi-strato la cui architettura ha come scopo: 
1. classificare modelli con invarianza in transienza
2. modellare il contesto ad ogni livello della rete.